# New Old Songs
New Old Songs é um álbum remix da banda Limp Bizkit, lançado a 4 de Dezembro de 2001.
O álbum possui apenas remixes de faixas lançadas nos três discos anteriores. O projecto foi iniciado ainda quando Wes Borland estava na banda, mas acabou por abandoná-la antes do disco ser editado.
New Old Songs recebeu certificação de Ouro pela RIAA em fevereiro de 2002 nos Estados Unidos. Na sua estreia, estreou na posição #26 dos mais vendidos da Billboard 200.

## Faixas
1. "Nookie (For The Nookie)"
2. "Take A Look Around"
3. "Break Stuff"
4. "My Way"
5. "Crushed"
6. "N 2gether Now"
7. "Rearranged"
8. "Getcha Groove On"
9. "Faith/Fame Remix"
10. "My Way"
11. "Nookie"
12. "Counterfeit"
13. "Rollin'"
14. "My Way"
15. "My Way"
16. "My Way"

## Tabelas musicais
| Ano  | Álbum         | Principais posições | Principais posições |
| Ano  | Álbum         | Billboard 200       |                     |
| 2001 | New Old Songs | #26                 |                     |